# Guglielmo Moschino
Guglielmo Moschino (Torino, 30 novembre 1890 – Torino, 23 aprile 1951) è stato un calciatore italiano, di ruolo attaccante.

## Carriera
Guglielmo Moschino fu un giocatore della Juventus per tre stagioni. A quanto risulta, proveniva dal concittadino F. C. Piemonte, fondato il 1º settembre 1907, nella cui rosa un calciatore con quel cognome era indicato in attacco. In precedenza, nel 1906 aveva giocato nel F. C. Virtus, che vinse il Campionato piemontese di Terza Categoria, battendo in finale il F. C. Interliceale per 2-1 a Torino sul Campo di Piazza d'armi.
Nella stagione 1907-1908 giocò nella seconda squadra della Juventus nel Campionato Federale di Seconda Categoria, realizzando la rete decisiva nell'incontro iniziale, vinto per 2-1 contro la prima squadra della Pro Vercelli il 5 gennaio 1908. Esordì quindi in prima squadra lunedì 2 marzo nella partita Pro Vercelli-Juventus 1-1 per il Campionato Italiano di Prima Categoria. L'8 marzo, per il Campionato Italiano di Seconda Categoria, disputò la prima partita in assoluto nel nuovo Stadio di Corso Sebastopoli, Juventus II-Piemonte 2-3, segnando il secondo gol; fu poi schierato nella formazione che partecipò al Torneo Internazionale Stampa Sportiva, perdendo nelle eliminatorie contro il Torino per 1-2 il 12 aprile.
Nella stagione 1908-1909, dopo un'apparizione tra i titolari nel match Milan-Juventus 2-1 dell'8 novembre 1908 valevole per la Palla Dapples, giocò in seconda squadra per il Campionato Italiano di Seconda Categoria, disputando in particolare le partite Torino II-Juventus II 1-2 del 4 aprile 1909, Juventus II-Piemonte II 4-0 del 18 aprile, in cui realizzò due reti, e la seconda semifinale piemontese Pro Vercelli II-Juventus II 4-0.
Nella stagione 1909-1910 giocò in prima squadra almeno otto giornate del Campionato di Prima Categoria, segnando due gol in Juventus-Milan 5-3 del 16 gennaio 1910 e uno in Juventus-Andrea Doria 4-0 del 13 febbraio, la sua ultima partita con la maglia bianconera. Nel corso della stagione passò al Torino, nelle cui file compare nell'incontro Inter-Torino 7-2 del 10 aprile per la 19ª giornata di campionato.
Nella stagione 1911-1912 tornò al F. C. Piemonte, dove disputò nel Campionato di Prima Categoria almeno le partite Piemonte-Torino 1-2 del 29 ottobre 1911, segnando un gol, Piemonte-U. S. Milanese 1-1 del 5 novembre e Piemonte-Juventus 1-4 del 19 novembre, nonché l'amichevole Juventus-Piemonte 1-0 del 31 dicembre per la Palla d'oro Moët et Chandon.

## Statistiche

### Presenze e reti nei club
| Stagione  | Club     | Campionato | Campionato | Campionato | Campionato |
| Stagione  | Club     | Comp       | Pres       | Reti       |            |
| --------- | -------- | ---------- | ---------- | ---------- | ---------- |
| 1907-1908 | Juventus | PC         | 1          | 0          |            |
| 1908-1909 | Juventus | PC         | 0          | 0          |            |
| 1909-1910 | Juventus | PC         | 8          | 3          |            |
| Totale    | Totale   | Totale     | 9          | 3          |            |